# The Journeymen
The Journeymen was een Amerikaans folkmuziektrio uit de vroege jaren 1960, bestaande uit John Phillips, Scott McKenzie en Dick Weissman.

## Bezetting
- John Phillips
- Scott McKenzie
- Dick Weissman

## Geschiedenis
John Phillips en Scott McKenzie (geboren Philip Blondheim) waren jeugdvrienden en zongen tijdens de jaren 1950 samen in verschillende bands, waaronder The Abstracts en The Smoothies. Begin 1961 zongen ze in clubs in Greenwich Village, New York, naast zanger, songwriter en banjospeler Dick Weissman. Als trio begonnen The Journeymen samen op te treden in de nachtclub Gerdes Folk City en wonnen daar al snel een residentie van vijf maanden. Hun manager Frank Werber, die ook The Kingston Trio leidde, bezorgde hun een contract bij Capitol Records en al snel namen ze hun eerste titelloze lp op, bestaande uit traditionele liedjes en twee geschreven door Phillips.
Phillips wees de suggestie van Werber af om zich bij het Kingston Trio aan te sluiten, nadat daar Dave Guard begin 1960 was vertrokken en bleef samenwerken met McKenzie en Weissman. De virtuositeit van de band in zingen - met McKenzie meestal in de hoofdrol - het uitvoeren, arrangeren en in toenemende mate, schrijven van hun eigen materiaal, leverde hen een aanhang op. Ze namen hun tweede album Coming Attraction - Live! op tijdens een show in Minneapolis. Ze brachten ook verschillende singles uit bij Capitol. Volgens Bruce Eder van Allmusic waren The Journeymen bezig met doordringende, actuele humor, wat hun act een vooruitstrevende tint gaf die beslist de beginjaren 1960 weerspiegelde tegenover het nog statige conformisme van eind jaren 1950.
Ze hadden enig succes met de single River Come Down, geschreven door Phillips en Weissman en bleven samen optreden in 1962, hoewel de platenmaatschappij de interesse begon te verliezen en McKenzie steeds meer last kreeg van psychische problemen. Het trio nam het derde album New Directions In Folk Music op, met de meeste nummers geschreven door de band. De problemen van McKenzie verslechterden echter, evenals zijn vriendschap met Phillips. In 1963 trouwde Phillips met Michelle Gilliam en de band begon uit elkaar te vallen, een proces dat werd verergerd door de Britse invasie, waardoor hun muziekstijl minder modieus werd. Het trio ging begin 1964 uit elkaar.

## Discografie

### Albums
- 1961: The Journeymen
- 1962: Coming Attraction - Live!
- 1963: New Directions In Folk Music
- 1988: The Very Best of the Journeymen (compilatie)
- 1992: Capitol Collectors Series: The Journeymen (compilatie)

### Singles
- 1961: 500 Miles/River Come Down
- 1962: Soft Blow The Summer Winds/Kumbaya
- 1962: Hush Now Sally/Don't Turn Around
- 1963: Ja-Da/Kumbaya